# Bacho
Bacho (em tailandês: บาเจาะ) é um distrito no norte da província de Narathiwat, no sul da Tailândia.

## História
Em 1908 o distrito foi estabelecido como um distrito menor, que foi redesiginado para um bairro no ano seguinte. Em 1917, o distrito foi renomeado para Bacho.